# الصفاء (المسيمير)

تعديل مصدري - تعديل

الصفاء هي إحدى قرى عزلة المسيمير بمديرية المسيمير التابعة لمحافظة لحج، بلغ تعداد سكانها 98 نسمة حسب تعداد اليمن لعام 2004.